# Andrej Hlinka
Andrej Hlinka, född 27 september 1864 i Černová (idag en del av Ružomberok), död 16 augusti 1938 i Ružomberok, var en slovakisk katolsk präst och politiker. Han var en av de största förespråkarna för ett självständigt Slovakien under mellankrigstiden och ledare för det slovakiska folkpartiet, som han var med och grundade 1913. Hlinka satt även som ledamot i det tjeckoslovakiska parlamentet. Efter hans död 1938 uppkallades Slovakiska folkpartiets  milis, Hlinkagardet, efter honom.

## Biografi
Hlinka var den slovakiska nationalismens ledare och satt under det österrikisk-ungerska styret flera år i fängelse. Efter sammanbrottet 1918 krävde han autonomi för Slovakien och inledde då detta misslyckades 1921 en hänsynslös opposition mot den nya staten, från 1926 mera modifierad under parlamentariska former.
Hlinkas ledarskap var ogillat av många eftersom han saknade respekt för demokratin och han hade hyste stark antipati gentemot tjeckerna. Hlinka avled innan han fick se det "självständiga" Slovakien som bildades efter det att Tyskland invaderat Tjeckoslovakien 1939.
Efter kommunistregimens fall blev dock Hlinka än en gång en respekterad person, mest för nationalistiska rörelser och vissa kristdemokratiska i Slovakien. 
Hlinkas ansikte är avporträtterat på de slovakiska tusenkronorssedlarna.